# Agromyza nearctica
Agromyza nearctica är en tvåvingeart som beskrevs av Sehgal 1971. Agromyza nearctica ingår i släktet Agromyza och familjen minerarflugor.
Artens utbredningsområde är Alberta. Inga underarter finns listade i Catalogue of Life.